# Bambi-Verleihung 1959
Die 11. Bambi-Verleihung fand am 15. März 1959 in der Schwarzwaldhalle in Karlsruhe statt. Die Preise beziehen sich auf das Jahr 1958.

## Die Verleihung
Auch 1959 gab es wenig Neues bei den Preisträgern in den gewohnten Schauspielkategorien. Ruth Leuwerik gewann nach 1953 zum zweiten Mal in der nationalen Kategorie, dieses Mal vor Liselotte Pulver. Das Gleiche gelang O. W. Fischer, der Horst Buchholz auf den zweiten Platz verwies; 1957 und 1958 war es andersherum gewesen. In den internationalen Kategorien gewann Gina Lollobrigida zum dritten Mal in Folge, dieses Mal vor Audrey Hepburn und Brigitte Bardot. Tony Curtis, der vor Rock Hudson und Jean Marais gewonnen hatte, erhielt seinen ersten Bambi. An der Umfrage hatten sich knapp 175.000 Leserinnen und Leser der Film-Revue beteiligt.
Erstmals wurden 1959 Bambis für die besten Nachwuchsschauspieler vergeben. Diese wurden über eine Umfrage im Film-Journal bestimmt. Die Bambis gingen an Hansjörg Felmy und Sabine Sinjen.

## Preisträger
Aufbauend auf die Bambidatenbank.

### Künstlerisch wertvollster internationaler Film
Die Kraniche ziehen

### Künstlerisch wertvollster deutscher Film
Helden

### Wirtschaftlich erfolgreichster internationaler Film
Die Brücke am Kwai

### Wirtschaftlich erfolgreichster deutscher Film
Das Wirtshaus im Spessart

### Nachwuchsschauspieler
Hansjörg Felmy

### Nachwuchsschauspielerin
Sabine Sinjen

### Schauspieler International
Tony Curtis

### Schauspielerin International
Gina Lollobrigida

### Schauspieler National
O. W. Fischer

### Schauspielerin National
Ruth Leuwerik

### Freddy Quinn
Die Gewinnerliste nennt für dieses Jahr zusätzlich noch Freddy Quinn als Gewinner eines nicht näher spezifizierten Bambi. Da der Bambi 1959 noch ein reiner Filmpreis war und Freddy Quinn bis dahin noch keine hinreichend wesentlichen Filmauftritte hatte (der erste – Freddy, die Gitarre und das Meer – hatte etwa einen Monat später Uraufführung), und außerdem alle zu erwartenden Preise abgedeckt sind, scheint dies sehr unwahrscheinlich. Das Freddy-Quinn-Archiv verzeichnet zudem auch nur zwei Bambis für die Jahre 1960 und 1961.